# Nelson Tanure
Nelson Sequeiros Rodriguez Tanure CavMM (Salvador, 21 de novembro de 1951) é um investidor, bilionário, administrador e empresário brasileiro.
Tanure é conhecido por investir e liderar grandes projetos de reestruturação de empresas. . Seu portfólio conta com investimentos em empresas do setor de saúde, geração de energia, bens de capital, serviços industriais, oil services, shipping, shipyards, petróleo e gás, setor financeiro, imprensa, telecomunicações e setor imobiliário, além da compra e venda de ativos estressados e de participações minoritárias em vários setores.
Entre as empresas das quais Tanure é acionista estão a Light, Alliança Saúde, Gafisa, PRIO, TIM Brasil, Docas Investimentos S.A., Sequip (Serviços de Engenharia e Equipamentos)  e Ligga (nova nomenclatura do grupo das ex-estatais Copel Telecom e Sercomtel e Horizons e Nova Fibra).

## Biografia
Filho de pai espanhol e mãe brasileira, Nelson Tanure é pai de quatro filhos. Começou a trabalhar por conta própria aos 16 anos. Formou-se em administração de empresas e construiu sua trajetória comprando empresas em dificuldade para recuperá-las.
Após se formar em Administração de Empresas, pela Universidade Federal da Bahia em 1974, Nelson Tanure estudou por dois anos no Institut des Hautes Etudes de Développement Economique et Social entre 1975 e 1976. No ano seguinte, iniciou sua vida empresarial ao lado do pai numa empresa do setor imobiliário, a Cinasa. Em 1977, aos 25 anos de idade, mudou-se para o Rio de Janeiro.
Desde 2015, é alumnus da Harvard Business School, onde cursou o Owner/President Management Program (OPM). Interessado por disciplinas da área de humanas, participou ainda de cursos de extensão sobre História e Filosofia na Columbia University, em Nova York.
Nascido em Salvador-BA, foi agraciado com a Medalha de Mérito Pedro Ernesto, da Câmara Municipal do Rio de Janeiro, e a comenda Ordem da Luz dos Pinhais, de Curitiba. Em 2004, Tanure foi admitido pelo presidente Luiz Inácio Lula da Silva à Ordem do Mérito Militar no grau de Cavaleiro especial.

### Investimentos
Na década de 1980, no Rio de Janeiro, o empresário assumiu uma participação minoritária na empresa Sequip, especializada em serviços de engenharia para a indústria do petróleo. Também tornou-se sócio da empresa francesa Comex, de serviços de petróleo, e da canadense Hydrospace, além de se tornar representante e sócio minoritário da filial brasileira do grupo francês CGEE Alsthom, com atuação na área de energia elétrica, especialmente no fornecimento de produtos para hidroelétricas.
Em 1986, adquiriu o estaleiro Emaq, então em situação falimentar. As atividades do estaleiro, na época com somente 140 empregados, estavam paralisadas. Após uma período de reorganização da empresa, o estaleiro foi vendido no ano de 1994.
Na década de 1990, adquiriu o estaleiro Verolme, instalado no Rio de Janeiro. A empresa enfrentava um processo de concordata na Justiça e estava com suas atividades paralisadas. Contava à época com menos de 50 funcionários. Em 1994, o Verolme fundiu-se ao estaleiro japonês Ishibras.
Em 2000, assumiu o controle da histórica Companhia Docas de Santos. O empresário fez uma série de associações com outros grupos empresariais e deu-lhe nova denominação e passou, então, a incorporar empresas das áreas de petróleo, reparação naval, energia elétrica, empreendimentos imobiliários e projetos internacionais de telecomunicações.
Em 2001, assumiu por arrendamento o Jornal do Brasil, da família Nascimento Brito, que na época se encontrava em em situação pré-falimentar. Dois anos depois, o empresário arrendou a Gazeta Mercantil, jornal de economia fundado em 1920 e extinto em 2009.
Em dezembro de 2013, Nelson Tanure comprou parte da HRT, tornando-se o principal acionista da petroleira.
Em janeiro de 2015, a HRT teve um reposicionamento de sua marca e passou a se chamar PetroRio. Em maio de 2022, adotou seu código na Bolsa de Valores (B3) como marca e passou a se chamar Prio. 
Em 2016, Tanure investiu na Oi por meio do Fundo Société Mondiale e protagonizou a maior recuperação judicial do país.
Em abril de 2019, tornou-se membro do Conselho de Administração da Gafisa.
Em novembro de 2020, arrematou a Copel Telecom pelo valor de R$ 2,395 bilhões, em leilão presencial realizado na B3. O empresário já havia arrematado, em agosto, a Sercomtel que, assim como a Copel, atua no estado do Paraná. Sob o comando do investidor, cumprindo uma determinação do contrato da privatização, a companhia paranaense passou a se chamar Ligga Telecom. 
Em agosto de 2021, Tanure surpreendeu o mercado ao adquirir quase 30% da Alliar Médicos à Frente, um dos maiores grupos de medicina diagnóstica do país, que passou a se chamar, em 2023, Alliança Saúde. A companhia havia sido alvo de outros players relevantes do setor de saúde. Após se tornar o maior acionista, Tanure fez nova proposta visando à compra da totalidade das ações do grupo de controle. 
A proposta foi aceita em novembro de 2021 e, em abril de 2022, foi ocorrido o closing. Com o fechamento da negociação e a troca de controle, seguindo as regras da Comissão de Valores Mobiliários (CVM), Tanure, por meio de seu Fundo Fonte de Saúde, protocolou um edital relacionado à realização de uma Oferta Pública de Ações (OPA). O leilão foi realizado em agosto de 2023 e, com sua conclusão, Tanure passou a deter 93,3% das ações da empresa. Desde a entrada do investidor na Alliança, as ações passaram de R$9,44 (cotação em 13 de agosto de 2021) a R$24,55 (valor pago pelas ações na OPA).
No final de abril de 2023, Tanure voltou a surpreender, desta vez aumentando rapidamente sua posição na Light, concessionária de energia que atende a 31 dos 92 municípios do estado do Rio de Janeiro, incluindo a capital e toda a Região Metropolitana. Em Assembleia Geral Extraordinária, realizada em julho de 2023, o investidor foi eleito como membro do Conselho de Administração.  
Exatamente um ano depois, o investidor fez mais um avanço no segmento de energia. Em abril de 2024, o Fundo Phoenix, que tem Nelson Tanure entre os cotistas, venceu o leilão de venda do controle da EMAE (Empresa Metropolitana de Águas e Energia), após oferecer R$ 1,04 bilhão (R$ 70,65 por ação), um ágio de 33,68% sobre o lance mínimo de R$ 780 milhões. O leilão aconteceu na B3, em São Paulo.  Com a conclusão do processo de privatização, Tanure foi anunciado como novo presidente do Conselho de Administração da companhia.

### Música clássica
Amante de música clássica e de ópera, o empresário possui uma vasta coleção de discos e gravações.[carece de fontes?] Em 1998, arrematou a coleção de discos do ex-ministro Mario Henrique Simonsen, que por dez anos foi crítico de música clássica da revista Veja e presidente da Fundação Orquestra Sinfônica Brasileira.
Nelson Tanure também foi o vice-presidente da Orquestra Sinfônica Brasileira durante anos.